# Marsfield
Marsfield es un suburbio de la Costa Norte de Sídney, en el estado de Nueva Gales del Sur, Australia. Marsfield se localiza a 16 km al noroeste del centro de Sídney, siendo la autoridad local el gobierno de distrito de la Ciudad de Ryde.

## Toponimia
El nombre se deriva de Field of Mars Common (la Comuna del Campo de Marte), que era el nombre original de la zona en los primeros tiempos de la colonización británica en Australia.

### Cultura originaria
Toda la zona entre los ríos Parramatta y Lane Cove se conocía originalmente por su nombre Wallumatta. El nombre originario sobrevive en un parque local, la Reserva Natural de Wallumatta (Wallumatta Natural Reserve), localizado en la esquina de Twin Road y Cressy Road, en North Ryde

### Colonización Europea

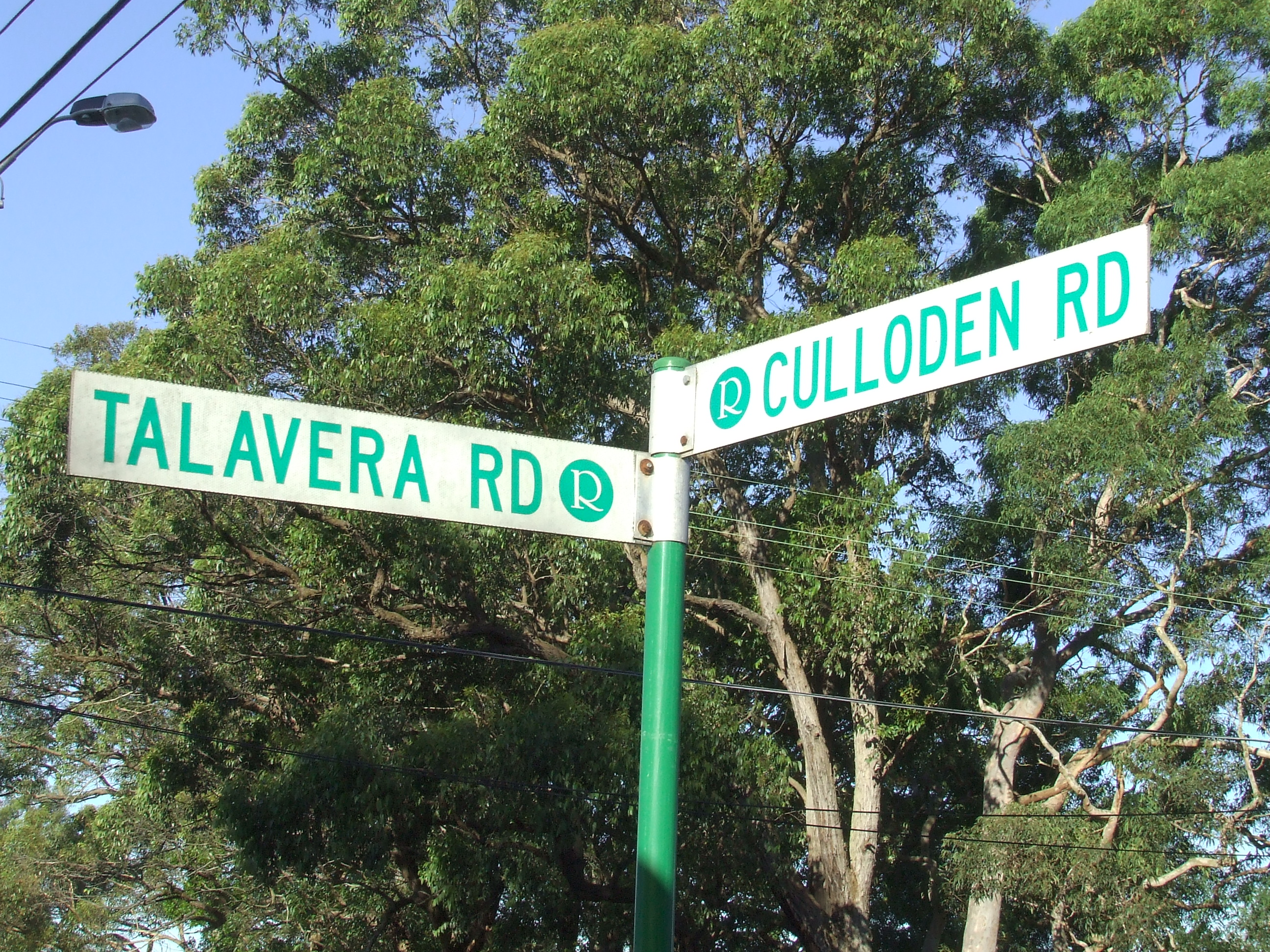
Ejemplo de dos calles con nombres de batallas, Talavera y Culloden.

En 1792, el gobernador Sir Arthur Phillip comenzó el reparto de parcelas en las tierras de Royal Marines, que aparecía bajo el nombre de Field of Mars (o Campo de Marte), en los planos de Phillip. Fue así nombrado en honor al Campo Romano de Marte, seguramente por su relación militar. El área formó parte del posterior suburbio de North Ryde. Field of Mars fue también el nombre dado a la parroquia inaugurada en 1835.
Muchas de las calles en Marsfield y rodeando el suburbio de Macquarie Park fueron nombradas en honor de conflictos y batallas famosas que involuclaron a la Commonwealth. Algunos ejemplos de ello son: Crimea, Culloden, Waterloo, Herring, Taranto, Torrington, Balaclava, Talavera, Badajoz, Agincourt o Jartum.
Un edificio famoso de la zona es Curzon Hall. Se construyó en los años 1890 por orden de Harry Curzon-Smith. La casa fue comprada por los Padres Vicentianos, quienes crearon el Seminario de San José. Ahora es usado como salón de actos
- Datos: Q6773288
- Multimedia: Marsfield, New South Wales / Q6773288

1. ↑  Worldpostalcodes.org, código postal n.º 2122.